# Tarantismo
Il tarantismo o tarantolismo è una sindrome culturale di tipo isterico riscontrata nel Sud Italia, che nella tradizione popolare è collegata a una patologia che si riteneva essere causata dal morso di ragni (il termine deriva da taranta o tarantola, nomi comuni di Lycosa tarantula, un ragno diffuso in zone mediterranee, che prende a sua volta il nome dalla città di Taranto) o talvolta attribuito ad altri animali comunemente ritenuti velenosi come serpenti o scorpioni. Il termine tarantismo indica propriamente la patologia stessa, che però, in quanto presente solo in quel contesto culturale, è stata considerata una forma di isteria, o un termine indicante manifestazioni idiopatiche di natura sconosciuta. Per estensione, con la parola tarantismo ci si riferisce anche al fenomeno culturale e terapeutico che ne costituisce il contesto, portato alla luce da studi approfonditi da parte dell'antropologo culturale Ernesto De Martino negli anni 1950.
Il tarantismo, che si manifestava soprattutto nei mesi estivi (il periodo della mietitura del grano in Puglia), era costituito da sintomi di malessere generale, quali stati di prostrazione, depressione, malinconia, quadri neuropsicologici  come catatonia o deliri, dolori addominali, muscolari o affaticamento, e la maggior parte dei soggetti che ne denunciavano i sintomi erano donne.

Tarantata a Lizzano (TA) durante il rito di guarigione dal tarantismo, presso la masseria San Vito (anni 1950 - autore del servizio fotografico fu Ciro de Vincentis di Grottaglie)

Il quadro poteva includere sintomatologie psichiatriche, come turbe emotive e offuscamenti dello stato di coscienza, e poteva includere elementi che in passato sono stati associati alle nozioni di epilessia e isteria.
La "cura" tradizionale è una terapia di tipo musicale coreutico, durante la quale il soggetto viene portato a uno stato di trance nel corso di sessioni di danza frenetica, dando luogo a un fenomeno che è stato definito un "esorcismo musicale".

## I ragni implicati

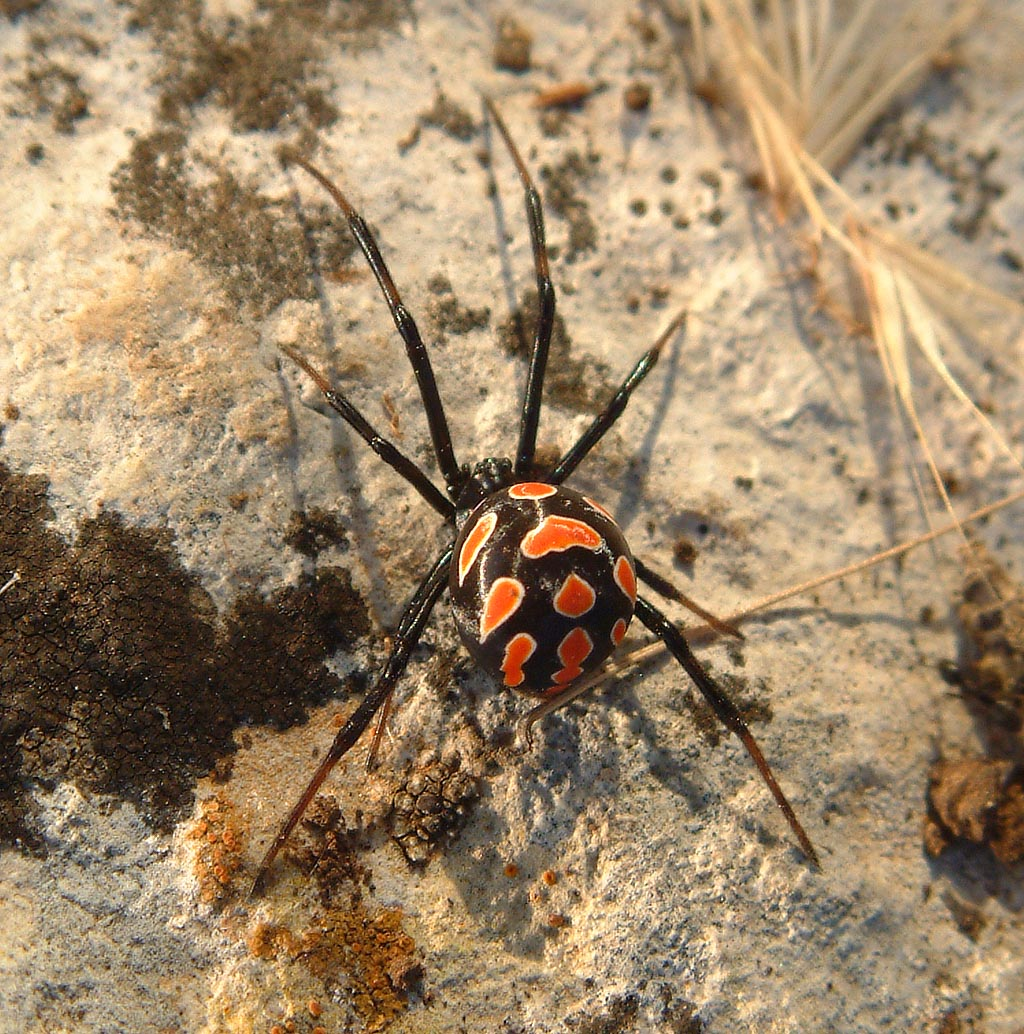
Femmina di Latrodectus tredecimguttatus

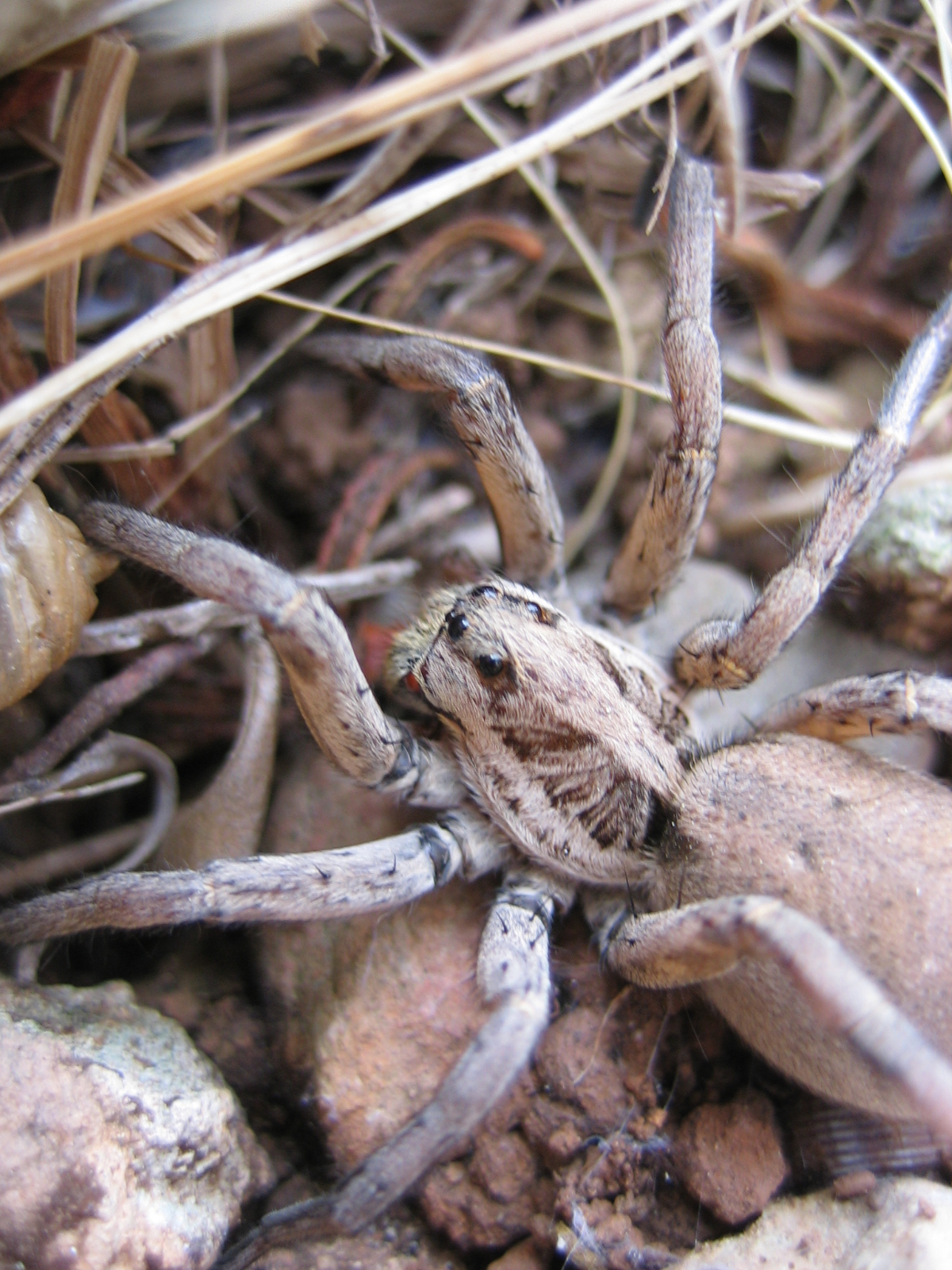
Hogna radiata, Lycosidae affine al genere Lycosa

La tarantola ("Lycosa tarantula"), che la tradizione associava alla malattia, è un ragno di grandi dimensioni il cui morso, benché doloroso, è praticamente innocuo, e il cui veleno non è in grado di causare nessuno degli effetti associati al disturbo.  È stato quindi ipotizzato che una causa possibile potesse essere un altro ragno, la malmignatta (Latrodectus tredecimguttatus) o vedova nera mediterranea, un animale di piccole dimensioni il cui morso è quasi indolore ma molto pericoloso, ed è causa della sindrome neurotossica nota come latrodectismo.
Va notato che molte fonti riportano il nome Lycosa tarentula, sebbene il catalogo online di Norman Platnick - che fa fede nella nomenclatura aracnologica - rechi il nome Lycosa tarantula che è quindi quello scientificamente corretto.
Anche l'associazione con la malmignatta è stata comunque ritenuta poco probabile. Se la tarantola è un animale notturno, che vive presso la sabbia o il suolo e assolutamente non aggressivo, il cui incontro con l'uomo è decisamente improbabile, la malmignatta invece potrebbe effettivamente essere presente su vegetazione asciutta come le spighe di grano. Le vittime del morso, però, erano generalmente lavoratori agricoli che operavano senza guanti negli habitat naturali di tali ragni, e il latrodectismo è comunque una sindrome nota, i cui sintomi non includono quelli molto più ampi e vari del tarantismo. De Martino ritenne che il tarantismo fosse una forma della manifestazione patologica che poteva avere radici nel disagio individuale e inscritta interamente nel contesto di efficacia simbolica del sistema culturale.

## Quadro generale del fenomeno
Il fenomeno del tarantismo è comunque iscritto in un sistema ideologico complesso e antico, presente sino a pochi decenni fa in diverse regioni dell'Italia meridionale —particolarmente in Salento e in provincia di Matera— e con radici nell'antica Grecia, forse estinto nelle sue forme storicamente riportate e comunque non più attestato da molti anni.
In tali contesti l'evento del manifestarsi dei "sintomi" del tarantismo in un soggetto (di frequente giovani nubili donne in età da matrimonio, e in periodo estivo) trovava risposta nella partecipazione di un gruppo di persone a un complesso rito terapeutico domiciliare nel quale, avvalendosi di uno specifico apparato ritmico, musicale, coreutico e cromatico, oltre che di oggetti e ambientazioni rituali, si riusciva a ristabilire la guarigione e la reintegrazione di una persona sofferente. Ciclicamente ogni anno, generalmente all'inizio dell'estate e per molti anni di seguito sino a guarigione completa, il soggetto veniva colto da una specifica forma di grave malessere interiore ed esteriore che poteva essere curata, anche se solo pro-anno, mediante tale rito.
Coloro i quali partecipavano a tale sistema ideologico definivano "tarantata" la persona sofferente, nella convinzione che il male derivasse dal morso velenoso della "taranta", animale simbolico e non zoologicamente identificabile con alcuna specie di aracnide o rettile realmente esistente, come ha chiarito nel 1959 l'etnologo Ernesto de Martino nella famosissima monografia etnografica La terra del rimorso, testo fondamentale per inquadrare correttamente tale fenomeno culturale e religioso.
Il tarantismo è un fenomeno con il quale si sono confrontate diverse scuole di pensiero e discipline: etnologia, psicologia, storia delle religioni, mitologia, estetica, medicina, antropologia culturale, etnomusicologia, zoologia, psichiatria. I tentativi di comprensione del complesso fenomeno non possono comunque prescindere da un approccio fortemente multidisciplinare, che non si esaurisca in un'analisi medico-diagnostica che individua il carattere psicopatologico, né che etichetti semplicemente il tarantismo come un frutto dell'ignoranza e della credulità popolare.

## Leggenda
Secondo la leggenda la tarantola con il suo morso provocherebbe crisi isteriche. La tradizione popolare ritiene che alcuni musicanti fossero in grado, con la musica, di guarire o almeno lenire lo stato di "pizzicata". Attraverso una suonata, che poteva durare anche giorni, cercavano di trovare la combinazione di vibrazioni con le note dei loro strumenti. Venivano utilizzati diversi strumenti, in particolare il tamburello. Ancora oggi sono diffuse espressioni scherzose o di rimprovero del tipo "Ti ha morso la tarantola?" rivolte soprattutto a bambini vivaci o persone particolarmente irrequiete.

## Storia

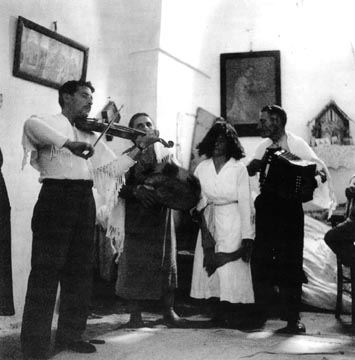
Luigi Stifani, Salvatora Marzo, Pasquale Zizzani, durante l'esorcismo di una tarantata

Il vocabolo latino taranta o tarantula non deriva, come si sarebbe portati a credere, dal latino classico; le sue prime attestazioni si ritrovano, al contrario, nel latino medievale. Una delle più antiche menzioni di un animale con questo nome, non meglio identificato, si ritrova nella Storia delle Spedizioni a Gerusalemme di Alberto Equense, in cui si riporta che l'esercito crociato accampato presso il fiume Eleutheros (oggi Nahr el-Kebir, in Siria) soffrì molto per il tormento del morso delle tarante che infestavano le sue sponde. Nell'XI secolo, anche Goffredo Malaterra e Alberto di Aix riferiscono della presenza di tarante in correlazione all'assedio di Palermo, episodio avvenuto nella seconda metà del secolo XI.
Non vi sono pertanto, all'inizio, né riferimenti al Salento, né all'identificazione certa della taranta con un ragno, se non il suggerimento dato dal fatto che si tratta di un animale dal morso velenoso che vive a terra. Del resto, l'ambiguità della denominazione sembra aver tratto in inganno anche le prime comunità scientifiche, e dimostrazione ne è il fatto che Linneo, nella classificazione delle specie viventi del 1758 che divenne poi il modello per la nomenclatura binomiale in uso a tutt'oggi, attribuì questo nome tanto a un rettile (Tarentola mauritanica, il comune geco mediterraneo, peraltro innocuo) quanto a un ragno (Lycosa tarantula o ragno lupo).
Per quel che riguarda l'etimologia, sembra comunque accertato che taranta e la sua versione diminutiva tarantula siano voci d'origine italica, riconducibile al toponimo Tarentum, oggi Taranto: il Salento sembra pertanto avere comunque un ruolo centrale già nella genesi del lemma. Non si dimentichi che già nell'antichità greco-romana la città di Taranto era conosciuta per la musica terapeutica. E non dimentichiamo che, in seguito alla conquista di Taranto da parte dei Romani e alla deportazione in massa (circa 25 000) dei cittadini tarantini nella capitale dell'allora Repubblica romana, per protesta, gli stessi abitanti ionici, si unirono per cantare e ballare delle nenie 'fastidiose' per interi mesi con grande disappunto dei Romani. Una sorta di 'canto del pianto' per la loro patria ormai perduta per sempre perché sconfitta da Roma.
Il trattato De venenis del fiorentino Cristoforo degli Onesti (seconda metà del secolo XIV) contiene un capitolo, De morsu tarantulae riportato dal De Martino, che sembra essere il più antico riferimento al tarantismo come sindrome da avvelenamento dovuta al morso di un animale, reale o immaginario che fosse. Si deve a un altro fiorentino Leon Battista Alberti a metà del Quattrocento il quale cita il fenomeno ancora in uso, in "Hac aetate", come riportato nel suo De re Aedificatoria.
Il tarantismo si connotò come fenomeno storico, religioso (nel leccese), pagano (nel tarantino, brindisino e materano), che caratterizzò l'Italia meridionale e in particolare il Salento fin dal Medioevo; visse un periodo felice fino al XVIII secolo, per subire nel XIX secolo un lento e inesorabile declino. Le vittime più frequenti del tarantismo erano le donne, in quanto durante la stagione della mietitura, le raccoglitrici di grano erano maggiormente esposte al rischio di essere morsicate da questo fantomatico ragno.
Attraverso la musica e la danza era però possibile dare guarigione ai tarantati, realizzando un vero e proprio esorcismo a carattere musicale. Ogni volta che un tarantato esibiva i sintomi associati al tarantismo, dei suonatori di tamburello, violino, organetto, armonica a bocca e altri strumenti musicali andavano nell'abitazione del tarantato oppure nella piazza principale del paese. I musicisti cominciavano a suonare la pizzica o la tarantella, musiche dal ritmo sfrenato, e il tarantato cominciava a danzare e urlare per lunghe ore sino allo sfinimento. La credenza voleva infatti, che mentre si consumavano le proprie energie nella danza, anche la taranta si consumasse e soffrisse sino a essere annientata. Tuttavia, nel rito esorcistico erano impiegate anche altre musiche dal ritmo lento e dalla melodia malinconica.
Alla leggenda popolare può essere in realtà legata anche una spiegazione strettamente scientifica: il ballo convulso, accelerando il battito cardiaco, stimolando abbondante sudore e il rilascio di endorfine, favorisce l'eliminazione del veleno e contribuisce ad alleviare il dolore provocato dal morso del ragno e di simili insetti. Non è quindi da escludere che il ballo venisse utilizzato originariamente come vero e proprio rimedio medico, a cui solo in seguito sono stati aggiunti connotati religiosi ed esoterici.
Come spesso accade per i rituali a carattere magico e superstizioso, anche a questa tradizione si cercò di dare una "giustificazione" cristiana limitata, però, alla sola area leccese: così si spiega il ruolo di san Paolo, ritenuto il santo protettore di coloro che sono stati "pizzicati" da un animale velenoso, capace di guarire per effetto della sua grazia. La scelta del santo non è casuale poiché nel libro degli Atti degli Apostoli (At. 28:3-5) si narra come egli sia sopravvissuto al veleno di un serpente nell'isola di Malta.
Il tentativo di cristianizzazione del tarantismo non riuscì però completamente. Infatti, durante la trance le donne tarantate esibivano dei comportamenti di natura considerata oscena, ad esempio mimando rapporti sessuali oppure orinando sugli altari. Per questi motivi la chiesa di San Paolo di Galatina (LE), dove i tarantati venivano condotti a bere l'acqua sacra del pozzo della cappella, venne sconsacrata e san Paolo, da santo protettore degli avvelenati, cominciò a essere ricordato come il santo della sessualità.
Per quanto riguarda l'Alto Salento e il tarantino, pare che il culto di san Paolo non fosse molto diffuso, ma il tarantismo aveva conservato maggiormente il carattere pagano. Quando la persona afflitta dal morso si riteneva guarita, si usava fare un corteo chiamato tarantolesco: si tornava accompagnati dai musicisti sul posto dove la persona riteneva di essere stata pizzicata e lì compiva l'ultimo ballo per quell'anno.
Il fenomeno del tarantismo si è andato progressivamente estinguendo ed è sopravvissuto esclusivamente in determinate zone del leccese, del tarantino, del brindisino e del materano. Esso era diffuso nelle province di Lecce, Brindisi, Taranto e nella provincia di Matera.

## Il rituale
Il rituale del tarantismo coniuga alcuni elementi del paganesimo, caratteristici delle società antiche, a elementi della religione cattolica.
L'esorcismo inizia quando la tarantata avverte i primi sintomi del tarantismo e chiede che vengano i musicisti a suonare la pizzica. Al suono della musica la tarantata comincia a scatenarsi in una danza sfrenata che in questa fase del rito serve a determinare da quale tipo di taranta è stata avvelenata (ad esempio, si distinguono la "taranta libertina", la "taranta triste e muta", la "taranta tempestosa", la "taranta d'acqua"). Ogni tarantola infatti è sensibile a distinte melodie, danzando secondo il ritmo e la melodia che le sono congeniali; essa inoltre, viene personificata: ha un nome di persona e impartisce ordini alla tarantata, dialoga e viene a patti con lei, si fa fissare la durata della prestazione coreutica, o l'orario della prossima crisi. Per far "crepare" la taranta occorre mimare la danza del piccolo ragno, cioè la tarantella: occorre cioè danzare con il ragno, essere anzi lo stesso ragno che danza, secondo una irresistibile identificazione; ma, al tempo stesso, occorre far valere un momento più propriamente agonistico, cioè il sovrapporre e imporre il proprio ritmo coreutico a quello del ragno, costringere il ragno a danzare sino a stancarlo, schiacciandolo con il piede che percuote violentemente il suolo al ritmo della tarantella.
La taranta poteva essere anche identificata con i serpenti o gli scorpioni. Il soggetto morso dalla tarantola, data la propria condizione di malessere fisico veniva accompagnato a casa e i parenti con l'aiuto del vicinato, effettuavano una diagnosi di tarantismo e chiamavano i musicisti, gli unici in grado di guarire da questo stato di malessere. All'arrivo dei musicisti, la tarantata giaceva su un lenzuolo bianco per terra, i suonatori si sedevano attorno a lei e iniziavano a provare diverse melodie avvicinandosi alla tarantata in modo che potesse sentire meglio la musica. Quando la donna rispondeva a una delle melodie muovendosi, significava che il ritmo era quello della tarantola che l'aveva morsa, cosicché iniziava a muovere lentamente la mano, un piede e poi tutto il corpo. Dopo questa fase diagnostica comincia una fase "cromatica" in cui la tarantata viene attratta dai vestiti delle persone da cui è circondata, spesso infatti, la stessa tarantata si scagliava con impeto contro uno dei malcapitati spettatori che indossavano magliette dai colori sgargianti. Ma la vera e propria diagnosi, come osservava Giorgio Di Lecce, era compiuta inoltre attraverso l'uso di nastri colorati dialettalmente denominati "nzacareddhe", strisce di stoffa colorata che rappresentavano i possibili colori del ragno. I parenti e i vicini di casa, stretti attorno alla tarantata, glieli mostravano e il colore che le avesse arrecato fastidio avrebbe svelato il colore della sua tarantola; così, rompendo quella striscia, si credeva morisse anche l'animale. Tale attrazione viene manifestata a volte in modo violento e aggressivo. Il perimetro rituale non era solo circondato da fazzoletti colorati, ma anche da cose richieste esclusivamente dalla persona tarantata, che potevano essere tini ricolmi d'acqua, vasi di erbe aromatiche, funi, sedie, scale, spade e altro. Inizia quindi una fase coreutica in cui il tarantato evidenzia dei sintomi di possessione che può essere di natura epilettoide, depressiva-malinconica oppure pseudo-stuporosa. Durante questa fase l'ammalato si abbandona a convulsioni, assume delle posture particolari in cui si isola dall'ambiente circostante e può assumere atteggiamenti con cui si identifica con la taranta stessa.
Il ciclo coreutico era costituito da una fase al suolo e una in piedi che terminava sempre con una caduta a terra e che segnava un breve intervallo di riposo. Sulla base delle prime note la tarantata emetteva un grido altissimo accompagnato dall'inarcarsi del corpo a ponte: puntamento sui talloni e sulla nuca ipertesa, braccia semiflesse, corpo iperflesso. La donna poi si metteva in piedi e lottava contro la tarantola immaginando di calpestarla e ucciderla con il piede che batteva la danza, fino alla scomparsa dei sensi. Questo ciclo durava circa un quarto d'ora, finché la donna sfinita, crollava a terra. I musicisti smettevano di suonare per circa dieci minuti; in seguito l'intero ciclo si ripeteva uguale fino a tarda sera e per circa tre giorni, finché si diceva S. Paolo non avesse concesso la grazia. Il descritto rito avveniva solo se si trattava di una "tarantola ballerina", perché negli altri casi si verificava una refrattarietà a questo tipo di terapia.

## Il tarantismo oggi

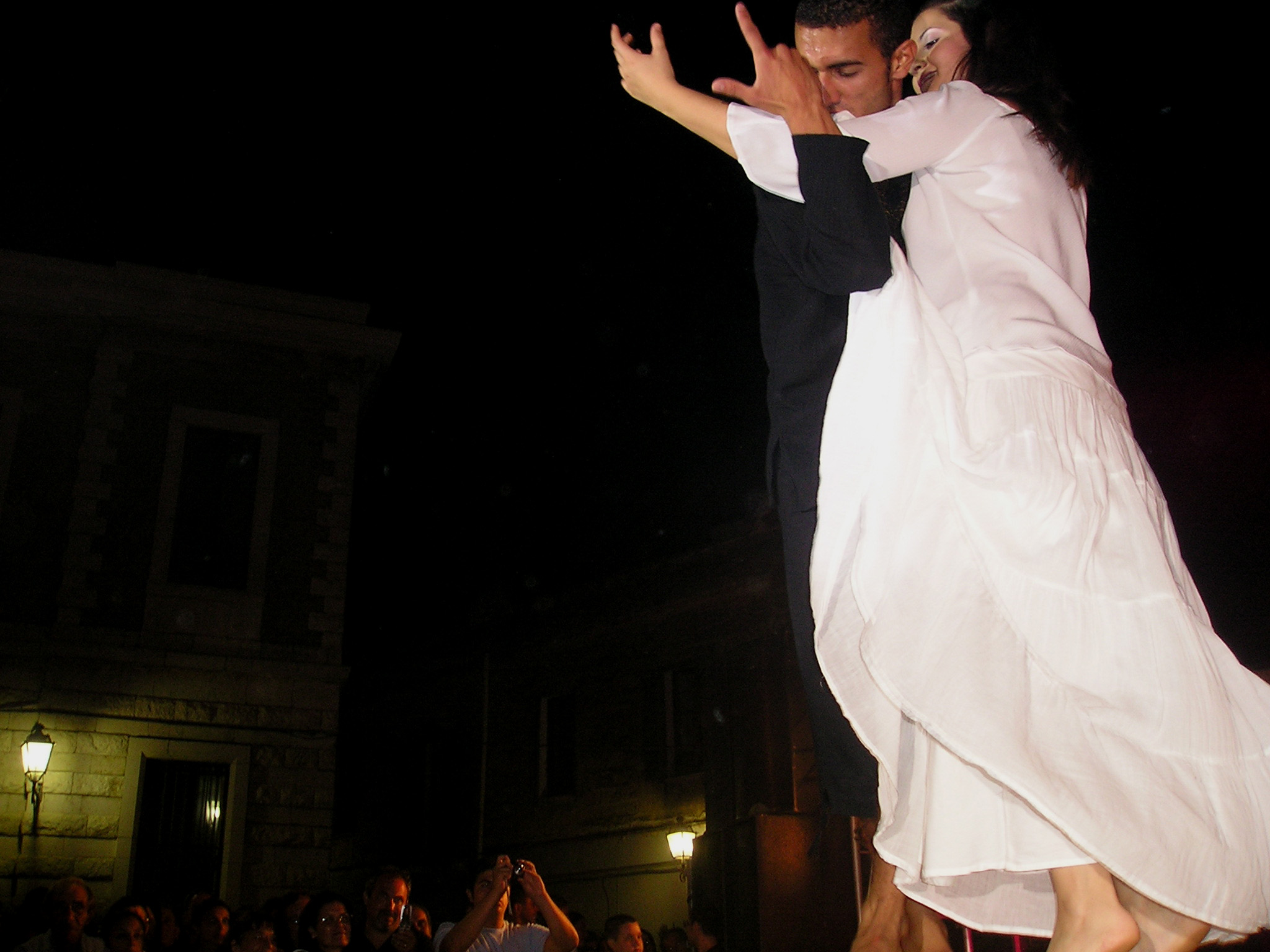
Istantanea di due ballerini di pizzica

La tradizione del tarantismo è in qualche modo sopravvissuta sino ai nostri giorni con la messa-esorcismo del 29 giugno nella chiesa di San Paolo di Galatina. Tuttavia sono andati progressivamente scomparendo i momenti di partecipazione collettiva e diminuisce sempre di più il numero di persone che si recano alla chiesa per dare luogo al rituale. Il contesto in cui avviene l'esorcismo del resto è radicalmente cambiato: non più la comunità contadina riunita a condividere la stessa esperienza culturale ma solo una folla di curiosi e visitatori lontani dall'atmosfera culturale del rito.
Negli ultimi anni ha preso piede la rappresentazione teatralizzata e rievocativa della danza delle tarantate, da parte di alcuni gruppi musicali e associazioni culturali. Negli anni 1990 e 2000 tradizioni musicali appartenenti al genere della tarantella, in particolare la pizzica, sono tornate alla ribalta ottenendo un grande seguito. Tale riutilizzo di antichi tratti culturali inseriti in contesti completamente differenti e con significati profondamente mutati è un classico esempio di "revival folklorico", fortunata definizione dell'antropologo Tullio Seppilli. Grazie a questa riproposta culturale, il fenomeno del tarantismo ha raggiunto un vasto pubblico anche fuori dai confini del Salento, per esempio nel lavoro di Alessandra Belloni.
Nel 1996 il regista italiano Edoardo Winspeare dirige Pizzicata. Il film, interamente girato nella provincia di Lecce, vede come protagonista l'attore italiano Cosimo Cinieri, e rappresenta il primo film che descrive questo fenomeno socio-culturale così complesso e misterioso delle lontane terre del Salento. L'approccio del regista in questo film, non ha solo un intento visivo e narrativo, ma si propone come una riflessione su un fenomeno non solo relegato alla cultura popolare salentina, ma di una realtà che è stata per anni oggetto di studio da parte di antropologi e ricercatori. La musica della pizzica, infatti costituiva il principale accompagnamento del rito ‘etnocoreutico’ del tarantismo, e a differenza di quella più classica eseguita durante i momenti di festa generali delle comunità locali, il ritmo ‘terapeutico’ della pizzica aveva una tonalità peculiare più accelerata e spesso crescente.
La pellicola di Edoardo Winspeare evidenzia dunque il fenomeno del tarantismo come un momento di comunione di un'intera collettività, nell'intento di riappropriarsi della propria identità culturale.
Un'altra pellicola sul tarantismo è La sposa di San Paolo di Gabriella Rosaleva (1989). Il film non per nulla presenta il titolo alternativo Tarantula.